# Fort VIII

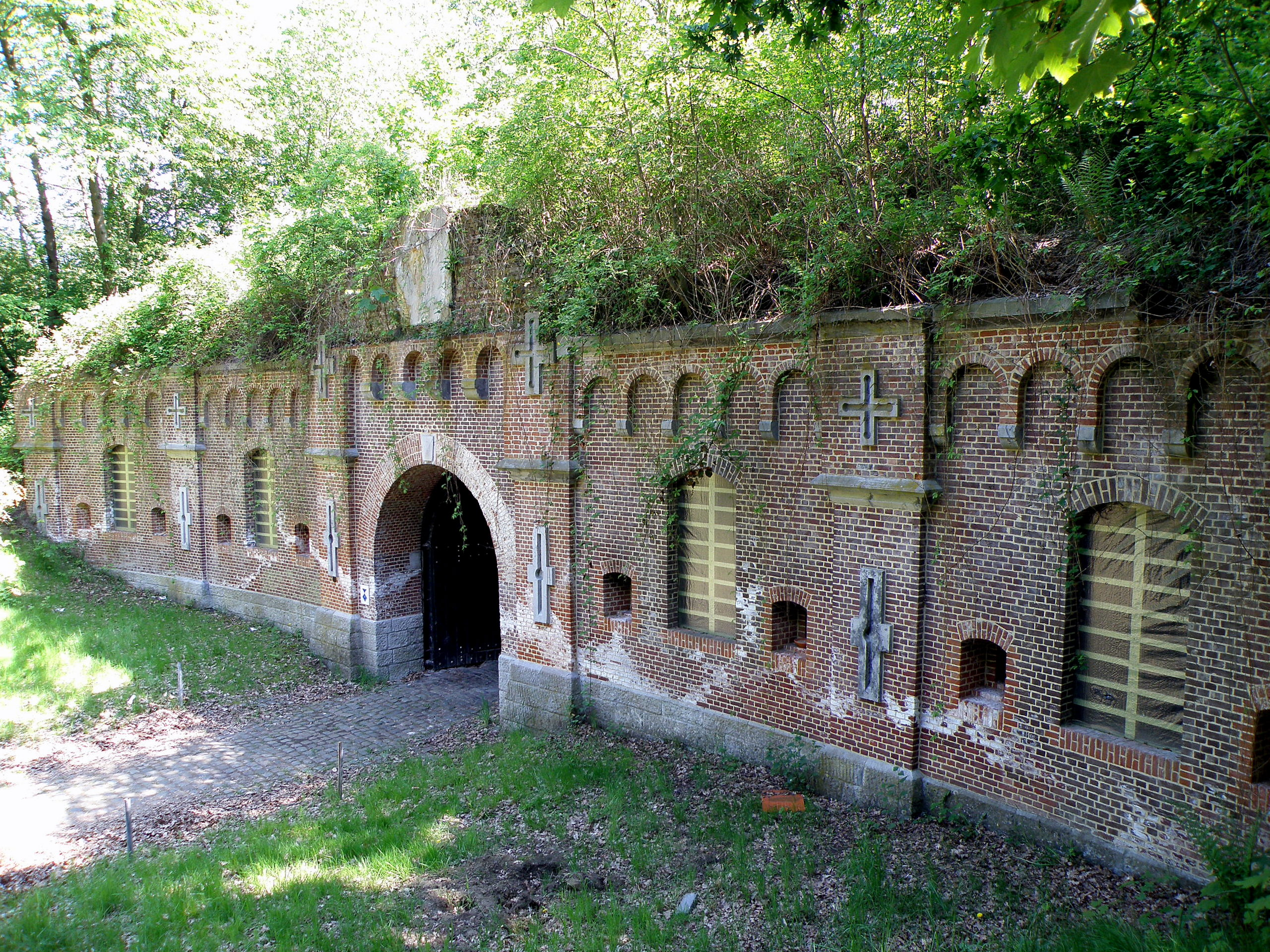
Portail d'entrée du fort.

Le fort VIII est un fort situé à la lisière sud-ouest de la banlieue anversoise, dans le district de Hoboken.

## Histoire
Construit entre 1859 et 1864 comme ouvrage de la ligne de défense d'Anvers, mais dépourvu désormais de toute fonction militaire, le fort sert aujourd'hui à héberger un certain nombre d'associations sportives (not. la Sportschuur) et de jeunesse.